# Chondrostoma knerii
Chondrostoma knerii е вид лъчеперка от семейство Шаранови (Cyprinidae). Видът е световно застрашен, със статут Уязвим.

## Разпространение
Разпространен е в Босна и Херцеговина и Хърватия.